# わがままな子ども
わがままな子供(Das eigensinnige Kind)は、『グリム童話』（Kinder und Hausmärchen）に収録されている作品(KHM 117)。

## あらすじ
昔、わがままな子供（女の子）がいた。彼女は母親の言うことを聞かないので、神が彼女をどんな医者でも治せない病気にした。しばらくして彼女は死んでしまった。彼女を墓に入れ、土をかぶせたが、彼女の手が土から出てきた。手を元に戻して再度土をかぶせたが。手は何度も出てくる。なので彼女の母親が棒で彼女の手を叩いた。すると手は地面の中に戻って二度と出てくることはなかった。